# Крупоцин
Крупоцин (пол. Krupocin) — село в Польщі, у гміні Буковець Свецького повіту Куявсько-Поморського воєводства.
Населення — 114 осіб (2011).
У 1975-1998 роках село належало до Бидгощського воєводства.

## Демографія
Демографічна структура станом на 31 березня 2011 року:
|          | Загалом | Допрацездатний вік | Працездатний вік | Постпрацездатний вік |
| -------- | ------- | ------------------ | ---------------- | -------------------- |
| Чоловіки | 55      | 9                  | 40               | 6                    |
| Жінки    | 59      | 16                 | 34               | 9                    |
| Разом    | 114     | 25                 | 74               | 15                   |